# Binomialfordelingen
Binomialfordelingen er en diskret fordeling inden for sandsynlighedsregning og beskriver en af de vigtigste diskrete sandsynlighedsfordelinger. Den beskriver sandsynligheden for at få k succeser i n uafhængige identiske forsøg.

## Karakteristika
Denne fordeling beskriver en række Bernoulli-forsøg, som er det simplest tænkelige forsøg inden for sandsynlighedsregningen. Hvert forsøg har to mulige udfald som kan være plat eller krone, god eller dårlig osv. Normalt betegner man det ene udfald ved succes, og den anden ved fiasko.
Nedenstående tre forudsætninger skal være opfyldt, for at den stokastiske variabel kan være binomialfordelt. Hvis blot et af disse fejler, er der altså ikke tale om en sådan fordeling:
- Den stokastiske variabel betegner antallet af succes i n forsøg som hver kan antage to værdier kaldet succes og fiasko
- De n forsøg er uafhængige
- Alle forsøg har samme successandsynlighed p for succes. Sandsynligheden for fiasko er dermed 1-p.

Når disse betingelser er opfyldt, står man således med to parametre, som indgår i beregning af punktsandsynlighederne for binomialfordelingen. Man har n, som beskriver det samlede antal forsøg, man udfører, og p, som er sandsynligheden for succes. Punktsandsynlighederne for den stokastiske variabel x, som er tallet for antallet af succeser, kan udregnes ved formlen:
{\displaystyle P(X=x)=b(x;n,p)={n \choose x}\cdot p^{x}\cdot (1-p)^{n-x}}
Man kan udlede denne formel ret intuitivt, når blot man ved nogle få ting angående sandsynlighedsregning. Fordelingsfunktionen, eller den kumulative tæthedsfunktion, har følgende form:
{\displaystyle F(x)=P(X\leq x)=B(x;n,p)=\sum _{k=0}^{x}b(k;n,p)}
Et eksempel på brugen af formlen vil give et godt billede af brugen af formlen.

## Eksempel
Vi slår med en fair sekssidet terning 10 gange, men inden terningen bliver slået, ønsker vi at bestemme sandsynligheden for at få 4 kast, som viser 5 eller 6 øjne.
Ud af denne tekst ved vi nu, at vi har n=10 uafhængige forsøg, hvor vi ønsker at bestemme sandsynligheden for, at x=4 af kastene opfylder succeskriteriet. Vi mangler blot p for at kunne bestemme denne sandsynlighed, men vi ved, at 5 og 6 udgør 2 ud af terningens 6 sider, hvormed p bliver lig 1/3.
For at gennemgå tankegangen bag formlen siger vi nu, at vi skal have 4 kast, som sker med sandsynligheden 1/3, og 6 kast, som vil ske med sandsynligheden 1-1/3=2/3. I og med at forsøgene er uafhængige ganger vi de enkelte sandsynligheder:
{\displaystyle {1 \over 3}\cdot {1 \over 3}\cdot {1 \over 3}\cdot {1 \over 3}\cdot {2 \over 3}\cdot {2 \over 3}\cdot {2 \over 3}\cdot {2 \over 3}\cdot {2 \over 3}\cdot {2 \over 3}=\left({1 \over 3}\right)^{4}\cdot \left({2 \over 3}\right)^{6}}
Dette udgør imidlertid sandsynligheden for, at de fire succeser sker i de første fire kast. Vi bliver altså nødt til at finde frem til, hvor mange forskellige måder disse fire kast kan forekomme på i de 10 forsøg. Dette gør man ved hjælp af binomialkoefficienten, som er en kombinatorisk måde at udregne, hvor mange måder x kan fordele sig på i n forsøg. Udråbstegnet betyder n fakultet:
{\displaystyle {n \choose x}={n! \over x!(n-x)!}}
Dette tal ganger vi så på, hvormed vi får den endelige sandsynlighed:
{\displaystyle P(X=4)=b(4;10,1/3)={10 \choose 4}\cdot \left({1 \over 3}\right)^{4}\cdot \left({2 \over 3}\right)^{6}\approx 22.8\%}

## Nøgletal
Der findes naturligvis de sædvanlige nøgletal til binomialfordelingen, som der findes til alle andre sandsynlighedsfordelinger.

### Middelværdi
Middelværdien for binomialfordelingen er en af de mest intuitivt forståelige blandt de statistiske fordelinger. Det er ret simpelt at indse at med en sandsynlighed p for succes og et antal gentagelser n, må middelantallet af succeser, hvis man gentager forsøget mange gange, være følgende:
Middelværdi {\displaystyle E(X)=n\cdot p}

### Varians
Variansen for binomialfordelingen beregnes ved følgende formel:
{\displaystyle {\textrm {Var}}(X)=n\cdot p\cdot (1-p)}

### Standardafvigelse
Standardafvigelsen er som for andre fordelinger defineret som kvadratroden af variansen:
{\displaystyle {\textrm {SD}}(X)={\sqrt {Var(X)}}={\sqrt {n\cdot p\cdot (1-p)}}}